# Amphipsylla parthiana
Amphipsylla parthiana är en loppart som beskrevs av Ioff 1950. Amphipsylla parthiana ingår i släktet Amphipsylla och familjen smågnagarloppor. Inga underarter finns listade i Catalogue of Life.